# Anchersen
Anchersen er et dansk busselskab der er startet i 1997 under navnet Anchersens Turistbusser af den dengang kun 22-årige Poul Anchersen og udsprang af Midtsjællands Busrejser. I 2005 flyttede firmaet der dengang bestod af 9 turistbusser fra Ringsted til Teglholmen i København SV. i 2007 kom Anchersen Rute til verden da man vandt de 2 nyoprettede servicebuslinjer i Valby og Vanløse med 2 busser og i 2008 vandt man yderligere 12 linjer. I 2009 købte Bergkvara Buss der er Sveriges største privatejede busselskab 40% af Anchersen mens Poul Anchersen sidder med de sidste 60%. 
Pr. 1. maj 2025 blev Anchersens rutekørsel solgt til Keolis Danmark.

## 2010
I 2010 kørte man følgende linjer for Movia:
- Linje 25 Teaterbussen. Skuespilhuset - Kgs. Nytorv og Østerport St.
- Linje 831 Servicebussen på Frederiksberg Øst
- Linje 832 Servicebussen på Frederiksberg Vest
- Linje 847 Servicebussen i Glostrup
- Linje 848 Servicebussen i Rødovre
- Linje 860 Servicebussen i Valby
- Linje 861 Servicebussen i Vanløse
- Linje 862 Servicebussen i Brønshøj-Husum
- Linje 863 Servicebussen på Bispebjerg
- Linje 864 Servicebussen på Østerbro Nord
- Linje 865 Servicebussen på Østerbro og i lidt af Indre By
- Linje 871 Servicebussen på Amager
- Linje 872 Servicebussen på Amager

og
- Linje 875 Servicebussen i Tårnby

Antallet af busser var nu oppe på 15 rutebusser og 11 turistbusser.

## 2011
I 2011 vandt Anchersen 7 linjer i Movias udbud A8 der er det største udbud i Movia indtil videre, og samtidig blev servicebuslinjerne i Københavns Kommune nedlagt og man fik linje 35, 77, 78, 137 og 139 som kompensation samtidig gik man i gang med at opføre et nyt garageanlæg på Avedøre Holme der stod færdigt og var klar til indflytning i marts 2012 herefter samlede man ruteafdelingen på Avedøre Holme mens turistafdelingen fortsat holder til på Teglholmen. Man kørte nu følgende linjer for Movia:
- Linje 22 mellem Husum Torv og Brøndbyøster st.
- Linje 30 mellem Vesterport st. og Nøragersmindevej
- Linje 32 mellem Søvang og Dragør Stationsplads
- Linje 33 mellem Søvang og Rådhuspladsen
- Linje 35 mellem DR Byen st. og Københavns Lufthavn
- Linje 36 mellem Nøragersmindevej og Københavns Lufthavn
- Linje 71 Frederiksberg Øst
- Linje 72 Frederiksberg Syd
- Linje 73 Frederiksberg Nord-Vest
- Linje 74 Frederiksberg Nord
- Linje 77 Sundbyvester Plads - Islands Brygge st. -  Lergravsparken st. - Sundbyvester Plads
- Linje 78 Sundbyvester Plads - Lergravsparken st. - Islands Brygge st. - Sundbyvester Plads
- Linje 132 mellem Rødovre Centrum og Valby st.
- Linje 133 mellem Mozarts Plads, Valby st. og Avedøre st.
- Linje 137 på Avedøre Holme
- Linje 139 på Avedøre Holme
- Linje 847 Servicebussen i Glostrup

og
- Linje 848 Servicebussen i Rødovre

Antallet af busser er nu oppe på 54 rutebusser og 15 turistbusser. 2012 var også året hvor Anchersens Turistbusser og Anchersen Rute fusionerede.

## 2015
I 2015 vandt man linje 4A mellem Svanemøllen st. og Lergravsparken st. hhv. Ørestad st.

## 2019
- Linje 350S

Vundet i udlicitation fra 8. december 2019.